# Парасковіївська сільська рада (Кегичівський район)
Параско́віївська сільська́ ра́да — адміністративно-територіальна одиниця та орган місцевого самоврядування в Кегичівському районі Харківської області. Адміністративний центр — село Парасковія.

## Загальні відомості
- Парасковіївська сільська рада утворена в 1932 році.
- Територія ради: 41,693 км²
- Населення ради: 603 особи (станом на 2001 рік)

## Населені пункти
Сільській раді підпорядковані населені пункти:
- с. Парасковія

## Склад ради
Рада складається з 12 депутатів та голови.
- Голова ради: Лаптєва Оксана Петрівна
- Секретар ради: Рибка Аліна Анатоліївна

### Керівний склад попередніх скликань
| Прізвище, ім'я, по батькові | Основні відомості                                                         | Дата обрання | Дата звільнення |
| --------------------------- | ------------------------------------------------------------------------- | ------------ | --------------- |
| Лаптєва Оксана Петрівна     | Сільський голова, 1971 року народження, освіта вища, член Народної партії | 26.03.2006   | 31.10.2010      |
| Лаптєва Оксана Петрівна     | Сільський голова, 1971 року народження, освіта вища, член Партії регіонів | 31.10.2010   |                 |

Примітка: таблиця складена за даними сайту Верховної Ради України

### Депутати
За результатами місцевих виборів 2010 року депутатами ради стали:

#### За суб'єктами висування
| Суб'єкт висування                                       | Кількість обраних депутатів | %    |
| ------------------------------------------------------- | --------------------------- | ---- |
| Партія регіонів                                         | 11                          | 91,7 |
| Політична партія Всеукраїнське об'єднання «Батьківщина» | 1                           | 8,3  |

#### За округами
| № округу                                                | Прізвище, ім'я, по батькові      | Дата визнання обраним | Освіта             | Партійна приналежність | Відомості про обраного депутата                                        |
| ------------------------------------------------------- | -------------------------------- | --------------------- | ------------------ | ---------------------- | ---------------------------------------------------------------------- |
| Партія регіонів                                         |                                  |                       |                    |                        |                                                                        |
| 1                                                       | Рибка Аліна Анатоліївна          | 01.11.2010            | середня спеціальна | член Партії регіонів   | Парасковіївська сільська рада, секретар сільської ради                 |
| 2                                                       | Сіренко Олена Данилівна          | 01.11.2010            | вища               | член Народної партії   | Парасковіївська загальноосвітня школа І-ІІ ст., вчитель                |
| 3                                                       | Криловецький Микола Анатолійович | 01.11.2010            | середня            | член Партії регіонів   | тимчасово не працює                                                    |
| 4                                                       | Луценко Надія Миколаївна         | 01.11.2010            | середня            | член Народної партії   | Парасковіївська сільська рада, спеціаліст ІІ категорії, Землевпорядник |
| 5                                                       | Даценко Анатолій Антонович       | 01.11.2010            | середня            | позапартійний          | ГПУ «Шебелінкагазвидобування», водій                                   |
| 6                                                       | Даценко Оксана Миколаївна        | 01.11.2010            | вища               | член Партії регіонів   | Парасковіївський сільський клуб, завідувачка                           |
| 7                                                       | Чимшит Олена Михайлівна          | 01.11.2010            | середня            | член Народної партії   | Парасковіївський сільський клуб, технічний працівник                   |
| 8                                                       | Лещишин Михайло Михайлович       | 01.11.2010            | вища               | член Партії регіонів   | ВАТ «Насінневе», агроном                                               |
| 9                                                       | Даценко Вячеслав Дмитрович       | 01.11.2010            | середня            | позапартійний          | ТОВ"Цукрове", машиніст БУМа                                            |
| 10                                                      | Пирогов Олександр Володимирович  | 01.11.2010            | середня            | член Партії регіонів   | приватний підприємець                                                  |
| 11                                                      | Таран Раїса Сергіївна            | 01.11.2010            | середня            | член Партії регіонів   | Відділення поштового зв'язку с. Парасковія, начальник ВПЗ              |
| Політична партія Всеукраїнське об'єднання «Батьківщина» |                                  |                       |                    |                        |                                                                        |
| 12                                                      | Даценко Наталія Миколаївна       | 01.11.2010            | середня            | позапартійна           | Парасковіївська загальноосвітня школа І-ІІ ст., сторож                 |